# Josef Terboven
Josef Antonius Heinrich Terboven (Essen, 23 de maig de 1898 - Asker, 8 de maig de 1945) va ser un funcionari i polític alemany del Partit Nazi que va ser el Gauleiter de Gau Essen i el Reichskommissar de Noruega durant l'ocupació alemanya.

## Primers anys
Terboven va néixer a Essen, fill d'un petit terratinent d'ascendència neerlandesa. El nom de la família prové del baix alemany daar boven ("allà dalt"), fent referència a una granja en un turó. Josef Terboven va assistir a volksschule i realschule a Essen fins a 1915 i després es va oferir voluntari per al servei militar a la Primera Guerra Mundial. Va servir amb el Regiment 9 de Feldartillerie i després amb la naixent força aèria. Va rebre la Creu de Ferro, de primera i segona classe, i va assolir el grau de tinent abans de ser donat d'alta el 22 de desembre de 1918. Va estudiar dret i ciències polítiques a la Universitat de Múnic i a la Universitat de Friburg, on es va dedicar per primera vegada a la política. Va abandonar la universitat el 1922 sense cap títol i es va formar com a funcionari de banc a Essen, treballant com a dependent de banc fins al juny de 1925.

## Carrera del partit nazi
Terboven es va unir al Partit Nazi el novembre de 1923 amb el número de membre 25.247 i va participar en el fallit Putsch de Múnic. Quan el Partit va ser posteriorment il·legalitzat, va continuar treballant al banc fins que es va aixecar la prohibició el febrer de 1925. L'agost de 1925 Terboven treballava a temps complet per al Partit, convertint-se en el cap d'un petit diari nazi i distribuïdor de llibres a Essen. En aquesta època també va fundar l'Ortsgruppe (Grup Local) a Essen, convertint-se en el seu primer Ortsgruppenleiter. També es va unir a la Sturmabteilung (SA) convertint-se en el SA- Führer a Essen. Es va reinscriure formalment al Partit el 15 de desembre de 1925. Des de 1927 fins al desembre de 1930, Terboven va ser l'editor d'un setmanari nazi. El 1927 havia avançat a Bezirksleiter (líder del districte) del districte d'Essen al Großgau Ruhr. A les eleccions del 20 de maig de 1928, Terboven va fracassar en el seu intent de ser elegit al Landtag prussià.
L'1 d'octubre de 1928 després de la dissolució del Großgau Ruhr, el districte d'Essen es va convertir en una unitat independent subordinada a la seu central del Partit a Múnic. No obstant això, l'1 d'agost de 1930 el districte d'Essen va ser elevat oficialment a l'estatus de Gau i Terboven va ser nomenat Gauleiter, càrrec que conservaria durant tot el règim nazi.
El 1930 Terboven també esdevingué regidor de la ciutat a Essen i membre del Landtag provincial de la província del Rin. El 14 de setembre de 1930, Terboven va ser elegit membre del Reichstag de la circumscripció electoral 23, Düsseldorf-Oest; serviria com a diputat del Reichstag fins al final del règim nazi. Des del 15 de desembre de 1930, Terboven va ser també l'editor del National-Zeiting a Essen.
Després de la presa del poder nazi, Terboven va ser ascendit a SA- Gruppenführer l'1 de març de 1933 i nomenat membre del Consell de l'Estat Prussià el 10 de juliol de 1933. El 28 de juny de 1934, Terboven es va casar amb Ilse Stahl, antiga secretària i mestressa de Joseph Goebbels. Adolf Hitler va ser testimoni en el casament, i mentre estava a Essen va engegar els preparatius per a la Nit dels ganivets llargs. El 5 de febrer de 1935, Terboven va ser nomenat Oberpräsident (Alt President) de la Província del Rin de Prússia que incloïa Gau Essen i tres Gaue més. Va unir així sota el seu control els més alts càrrecs del partit i govern sota la seva jurisdicció. El 27 d'abril de 1935 Terboven va rebre la Insígnia d'Or del Partit. Va ser ascendit al rang de SA- Obergruppenführer el 9 de novembre de 1936. A l'esclat de la guerra l'1 de setembre de 1939, va ser nomenat Comissari de Defensa del Reich per al Wehrkreis (Districte Militar) VI, que incloïa el seu Gau juntament amb Gau de Düsseldorf, Gau de Colònia-Aquisgrà, la major part de Gau de Westfàlia del Nord i Gau de Westfàlia del Sud i part de Gau de Weser-Ems. El 16 de novembre de 1942, la jurisdicció dels Comissaris de Defensa del Reich es va canviar del nivell de la Wehrkreis al nivell de Gau i Terboven va romandre comissari només pel seu Gau d'Essen.

## Reichskommissar de Noruega

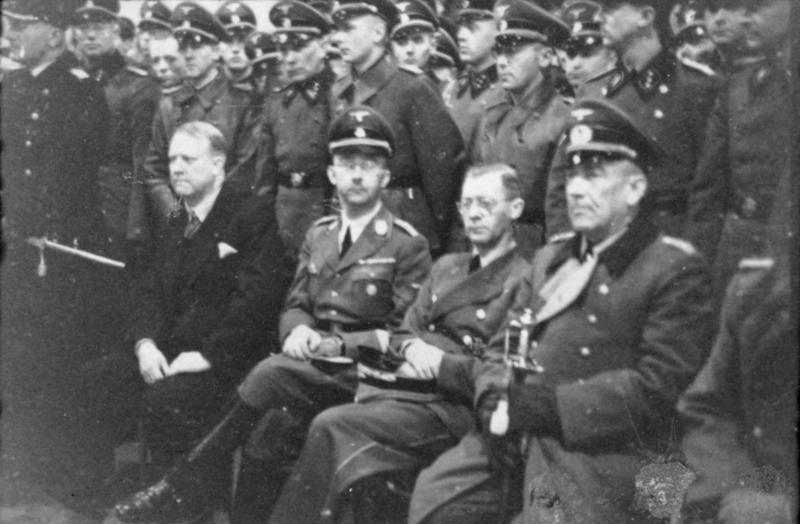
Terboven (assegut 2n des de la dreta) amb Quisling, Himmler i von Falkenhorst.

Terboven va ser nomenat Reichskommissar per a Noruega el 24 d'abril de 1940 fins i tot abans de la finalització de la invasió militar el 10 de juny. Es va traslladar a Skaugum, la residència oficial del príncep hereu Olav, el setembre de 1940 i va fer la seva seu a l'edifici del Parlament noruec. Res en els antecedents i la formació de Terboven el qualificava especialment per a aquest càrrec, però tenia tota la confiança de Hitler. No era responsable davant ningú més que Hitler, i dins de la jerarquia governamental nazi, el seu despatx es trobava al mateix nivell que els ministeris del Reich. Terboven es considerava pràcticament un virrei autònom amb el que ell anomenava "poder de comandament il·limitat". La seva concepció del seu paper va donar lloc al seu intent d'ignorar qualsevol directiva no emesa pel mateix Hitler.
El Reichskommissar Terboven només tenia autoritat de supervisió sobre l'administració civil alemanya, que era molt petita i no governava directament Noruega. Els assumptes governamentals del dia a dia eren gestionats pel Consell Administratiu noruec de set membres existent, que havia estat creat pel Tribunal Suprem noruec després que el rei i el gabinet haguessin fugit a l'exili. El 25 de setembre de 1940, Terboven va destituir el Consell d'Administració i va nomenar un Consell d'Estat Provisional de tretze membres per administrar els afers. Tots els membres van ser designats personalment per Terboven i van treballar sota el seu control i supervisió. Es va emetre una proclama que deposava el rei Haakon VII, va prohibir el govern a l'exili, es va dissoldre el Storting i es va prohibir tots els partits polítics excepte el Nasjonal Samling de Vidkun Quisling. Terboven va romandre al capdavant final de Noruega fins al final de la guerra el 1945, fins i tot després d'haver permès la formació d'un règim titella noruec l'1 de febrer de 1942 sota Quisling com a ministre-president, l'anomenat govern Quisling.
Terboven tampoc tenia autoritat sobre les 400.000 forces regulars de l'exèrcit alemany estacionades a Noruega sota el comandament del Generaloberst Nikolaus von Falkenhorst, però comandava una força personal d'uns 6.000 homes, 800 dels quals formaven part de la policia secreta. A diferència de les forces militars comandades per Falkenhorst, que pretenien arribar a un acord amb el poble noruec i que tenien ordres de Falkenhorst de tractar els noruecs amb cortesia, Terboven es va comportar d'una manera mesquina i despietada i no només desagradava molt els noruecs sinó també a molts alemanys. Goebbels, el ministre de Propaganda del Reich, va expressar la seva molèstia en els seus diaris pel que va anomenar "tàctiques d'assetjament" de Terboven contra els noruecs, ja que alienava la població contra els alemanys. Les relacions de Terboven amb el comandant de l'exèrcit van ser tenses, però les seves relacions amb el líder superior de la SS i de la policia, Wilhelm Rediess, eren molt bones, i ell va cooperar per donar mà lliure a l'estat major de Rediess amb les seves polítiques de repressió.

### Repressió i crims contra la humanitat
Terboven va establir diversos camps de concentració a Noruega, inclòs el de Falstad prop de Levanger i el de Bredtvet a Oslo a finals de 1941. En un d'aquests camps el 18 de juliol de 1942 va tenir lloc la massacre de Beisfjord, l'assassinat de centenars de presoners polítics iugoslaus i presoners de guerra per part dels guàrdies dels camps de concentració alemanys i noruecs. Uns 288 presoners van morir a trets, i molts altres van morir cremats quan es va incendiar la caserna. Terboven havia ordenat la massacre uns dies abans com a resposta a l'assassinat el mateix juliol de 1942, d'almenys un guàrdia alemany assignat al camp de presoners de Korgen. El comandant va ordenar la retribució: l'execució amb trets de "39 presoners a Korgen i 20 a Osen". En els dies següents, Terboven també va ordenar la retribució i uns 400 presoners van ser afusellats en diversos camps.
A partir de 1941, Terboven es va centrar cada vegada més a aixafar el moviment de resistència noruec, que es dedicava a actes de sabotatge i assassinat contra els alemanys. El 17 de setembre, Terboven va decretar que els tribunals especials de les SS i de la Policia tindrien jurisdicció sobre els ciutadans noruecs que violessin els seus decrets. Es tractava d'un procediment sumari amb l'acusat sense una defensa adequada. Els judicis no estaven oberts al públic i les actuacions no es publicaven. Les sentències s'executaven poc després d'haver-se dictat sense dret d'apel·lació. Es calcula que unes 150 persones van ser condemnades a mort per aquests tribunals. Molts més van ser condemnats a llargs períodes de treballs forçats.
El 26 d'abril de 1942, els nazis van saber que dos membres de la resistència es refugiaven amagats pels habitants de Telavåg, un petit poble de pescadors. Quan la Gestapo va arribar, es van intercanviar trets i dos agents de la Gestapo van morir. Terboven es va indignar i va dirigir personalment un atac de represàlia el 30 d'abril que va ser ràpid i brutal. Tots els edificis van ser cremats, totes les barques van ser enfonsades o confiscades i es van emportar tot el bestiar. Tots els homes del poble van ser executats o enviats al camp de concentració de Sachsenhausen, a Alemanya. Dels 72 que van ser deportats de Telavåg, 31 van ser assassinats en captivitat. Les dones i els nens van ser empresonats durant dos anys. Altres 18 presoners noruecs no relacionats amb Telavåg, que estaven retinguts al camp d'internament de Trandum, també van ser executats com a represàlia. En un altre incident, el tiroteig de dos oficials de la policia alemanya el 6 de setembre de 1942 va fer que Terboven declarés personalment la llei marcial a Trondheim del 5 al 12 d'octubre de 1942. Va imposar un toc de queda de les 20 a les 5:00 hores i va suprimir tots els diaris, assemblees públiques i el transport ferroviari. Per ordre de Terboven, deu ciutadans destacats van ser executats en represàlia i els seus béns van ser confiscats. A més, Terboven va crear un tribunal extrajudicial ad hoc per jutjar els noruecs considerats "hostils a l'estat". 24 homes més van ser jutjats i executats sumàriament durant els tres dies següents.
Malgrat el petit nombre de jueus a la població de Noruega (al voltant de 1.800), Terboven els va perseguir sense parar. Uns 930 van aconseguir fugir a la veïna Suècia, però uns 770 van ser detinguts i deportats a Alemanya. La principal deportació es va produir el 26 de novembre de 1942, quan 532 jueus van ser enviats a Stettin a bord del SS Donau. Des d'allà, van ser transportats al camp de concentració d'Auschwitz, i només 9 van sobreviure a la guerra. El 25 de febrer de 1943, altres 158 van ser deportats de manera similar a bord del MS <i id="mwyA">Gotenland</i>, i només sis van sobreviure.

## Últims mesos de guerra i mort
El 25 de setembre de 1944, Terboven, en la seva qualitat de Gauleiter d'Essen, va ser nomenat comandant de les unitats de Volkssturm al Gau. En realitat, va ser el seu adjunt al Gauleiter, Fritz Schlessmann, qui va exercir aquestes funcions ja que havia estat Gauleiter en funcions a Essen durant l'absència de Terboven a Noruega des de 1940. L'octubre de 1944, en resposta a l'avanç de l'Exèrcit Roig cap a la regió de Finnmark al nord de Noruega, Terboven va instituir una política de terra cremada que va provocar l'evacuació forçada de 50.000 noruecs i una destrucció generalitzada, inclosa la crema de 10.000 llars; 4700 granges; i centenars d'escoles, esglésies, botigues i naus industrials.
A mesura que la tendència de la guerra es girava contra Alemanya, l'aspiració personal de Terboven era organitzar Festung Norwegen (Fortalesa de Noruega) per a l'última posició del règim nazi. No obstant això, després del suïcidi de Hitler, el seu successor, el Großadmiral Karl Dönitz, va convocar Terboven al seu quarter general a Flensburg el 3 de maig de 1945 i li va ordenar que col·laborés per acabar amb les hostilitats. Terboven va expressar el seu desig de continuar lluitant. En conseqüència, Dönitz va destituir Terboven del seu càrrec com a Reichskommissar el 7 de maig i va transferir els seus poders al general der Gebirgstruppe Franz Böhme.
Amb l'anunci de la capitulació del Tercer Reich, Terboven es va suïcidar el 8 de maig de 1945 fent detonar 50 quilograms de dinamita en un búnquer al complex de Skaugum. Va morir al costat del cos de l'Obergruppenführer Rediess, que s'havia disparat abans a ell mateix. La família de Terboven va sobreviure a Alemanya Occidental, encara que la seva filla, Inga, en un esdeveniment el 1964 no relacionat amb la història del seu pare, va matar la seva filla de dos anys per estrangulació. L'esposa de Terboven, Ilse, va morir el 1972.